# Libertà dei media in Serbia
La libertà dei media in Serbia è garantita dall'articolo 50 della Costituzione. La libertà di espressione e di informazione sono protette dalla legge internazionale e nazionale, sebbene le garanzie sancite dalle leggi non sono attuate in modo coerente. Infatti casi di censura e autocensura sono ancora riportati nel paese. La Serbia è considerata "parzialmente libera" da Freedom House e si classifica 59º su 180 paesi nel rapporto 2016 Press Freedom Index compilato da Reporter senza frontiere, migliorando il suo posizionamento di otto posizioni rispetto al 2015. Tuttavia, secondo alcuni esperti, questo miglioramento è stato di natura puramente statistica in quanto è dovuto più al peggioramento della tendenza negli altri paesi compresi nell'Indice che non a miglioramenti concreti della situazione in Serbia. Secondo il rapporto di Freedom House del 2015, i media e i giornalisti in Serbia sono soggetti alle pressioni di politici e proprietari sui contenuti editoriali. Inoltre i media serbi sono fortemente dipendenti da contratti pubblicitari e sussidi governativi che rendono i giornalisti e i media esposti a pressioni economiche, come mancati pagamenti e risoluzione di contratti e simili.
Nell'ambito dei negoziati con l'Unione europea l'UE ha chiesto che la Serbia migliori e garantisca la libertà di espressione e di stampa. Secondo Christian Mihr di Reporters Without Borders, "come paese candidato [la Serbia] deve comprendere seriamente l'importanza dell'indipendenza dei giornalisti e la necessità di libertà dei media".

## Quadro normativo
La Serbia fa parte della Convenzione europea per la salvaguardia dei diritti dell'uomo e delle libertà fondamentali e del Convenzione Internazionale sui Diritti Civili e Politici, imponendo entrambi obblighi per proteggere la libertà di espressione e informazione.
La Costituzione della Serbia garantisce la libertà di espressione (compresa la libertà di parola e di stampa) e consente la sua limitazione solo "per proteggere i diritti e la reputazione degli altri, per sostenere l'autorità e l'obiettività dei tribunali e per proteggere la salute pubblica, la morale di una società democratica e sicurezza nazionale della Repubblica di Serbia "- come nel rispetto delle norme stabilite dalla Convenzione europea dei diritti dell'uomo.
Mentre la legge non include una disposizione specifica sull'incitamento all'odio, è un reato in Serbia "incitare" l'intolleranza nazionale, razziale o religiosa. Nel giugno 2011 la Corte costituzionale ha bandito l'organizzazione di estrema destra Nacionalni Stroj (Fronte nazionale) per la promozione dell'odio razzista.
È un diritto costituzionale in Serbia costituire liberamente imprese mediatiche senza previa autorizzazione. Le licenze, richieste per le stazioni TV e radio, sono concesse da un organismo indipendente, la Republic Broadcasting Agency (RBA). La censura è proibita dalla Costituzione.
Il quadro legislativo sui media in Serbia comprende una legge sull'informazione pubblica, una legge sulla radiodiffusione, una legge sul libero accesso alle informazioni di importanza pubblica e una legge sulle elezioni dei membri del Parlamento (che regolano la copertura elettorale). Il codice penale prevede ancora multe per insulti, anche dopo l'abolizione delle disposizioni penali per diffamazione. Nel 2013 il Codice penale è stato emendato per includere un riferimento specifico, nell'articolo 13.3 (3), alla messa in pericolo delle "persone che assolvono doveri di pubblica importanza nel settore dell'informazione pubblica relativa alle sue funzioni", confermate da fonti ufficiali era destinato a includere i giornalisti. Le statistiche sui procedimenti giudiziari nel 2014 mostrano che 10 casi su 4.080 reati registrati nell'anno, si riferivano all'art.138 (3); di questi, 2 hanno portato all'imputazione e uno alla condanna.
Sulla base della strategia mediatica serba del 2011, nel 2014 è stata adottata una nuova serie di leggi che regolano i media nel paese. Comprende la legge sull'informazione e i media pubblici, la legge sui media di servizio pubblico e la legge sui media elettronici.
Le principali novità introdotte dalla legge sull'informazione e sui media pubblici includevano l'obbligo di effettuare la privatizzazione, entro luglio 2015, di mezzi di comunicazione che erano ancora di proprietà statale. Insieme a questo, la legge ha anche introdotto un registro dei media concepito come uno strumento per la trasparenza della proprietà dei media. La legge definisce anche le possibilità e le procedure per cofinanziare progetti mediatici tramite fondi pubblici.
La legge sui media elettronici armonizza la legislazione nazionale serba con le norme incluse nella direttiva sui servizi di media audiovisivi dell'Unione europea nei campi dell'odio, dell'accessibilità dei servizi audiovisivi per le persone con disabilità e della protezione dei minori.

## Attacchi e minacce contro i giornalisti
L'Associazione dei giornalisti indipendenti della Serbia (NUNS) ha riferito di almeno 34 attacchi fisici e verbali contro i giornalisti in Serbia nel 2015; il suo segretario generale Svetozar Rakovic ha affermato che "l'umiliazione dei giornalisti da parte dei funzionari governativi ha raggiunto il suo picco quest'anno". Miroslav Jankovic, consigliere dei media dell'OSCE, ha riferito nel dicembre 2015 che "almeno tre giornalisti sono sotto la protezione permanente della polizia in Serbia, il che spiega da solo che le istituzioni non hanno ancora affrontato il loro passato".
Tra gennaio e agosto 2014, la Serbia ha assistito a 28 casi di minacce e intimidazioni contro i giornalisti - di cui 5 aggressioni fisiche e 3 minacce di morte - alla pari con il 2013 (23) e in diminuzione dal 2012. La risposta delle autorità, secondo Human Rights Watch, "era debole nel migliore dei casi, negligente nel peggiore dei casi".
I giornalisti hanno denunciato violenze e minacce reiterate, insieme all'impunità per i responsabili. Giornalisti investigativi che lavorano su crimini di guerra e gruppi religiosi radicali hanno denunciato come le autorità abbiano minimizzato la gravità delle minacce ricevute online. Sono stati menzionati anche casi di arbitrarie ispezioni finanziarie e amministrative da parte di autorità ufficiali, considerate di carattere molesto o intimidatorio nei confronti di segnalazioni critiche, con un caso specifico a Niš. Funzionari pubblici di alto livello hanno partecipato a campagne diffamatorie, tra cui - come riportato da HRW - il primo ministro serbo Aleksandar Vucic, accusando pubblicamente i giornalisti di agire a nome di interessi stranieri.
I casi riportati includono:
- Slavko Ćuruvija, assassinato nel 1999 insieme ad altri due giornalisti, Milan Pantić e Dada Vujasinovic. Il 24 gennaio 2013 il governo serbo ha avviato una revisione di vari casi sospetti che hanno coinvolto presunti omicidi di giornalisti, compresi loro tre. Quattro ex membri dei servizi di sicurezza sono stati incriminati per l'omicidio di Ćuruvija, tra cui l'ex capo dei servizi di sicurezza Radomir Markovic. Tre di loro sono in custodia cautelare.
- Vladimir Mitric, giornalista investigativo, che ha subito un tentato omicidio da un ex poliziotto nel 2005, quando stava indagando sul traffico di droga nella valle della Drina e da allora ha vissuto sotto la protezione della polizia, senza poter continuare il suo lavoro. L'imputato, dopo sei anni di giudizio, ha ricevuto una condanna a un anno e gli è stata concessa un'amnistia.
- Dejan Anastasijevic, giornalista di Vreme, ha subito un tentativo di omicidio il 13 aprile 2007. Le indagini non sono state in grado di arrestare i colpevoli.
- Brankica Stankovic, giornalista dell'emittente radiofonica e televisiva B92, si è lamentata per le minacce di morte ricevute dopo aver trasmesso documentari sulla corruzione nel calcio serbo, ma i tribunali li hanno semplicemente trattati come insulti o diffamazioni e hanno respinto ulteriori ricorsi.
[12]
- Teofil Pančić, editorialista del settimanale Vreme, è stato attaccato con una barra di metallo a Belgrado il 24 luglio 2010. Era un solito critico del nazionalismo, della corruzione e del teppismo nello sport.
[13]
- Predrag Blagojevic, caporedattore di Južne Vesti, che ha ricevuto minacce di morte nel marzo 2013 dopo aver denunciato la presunta corruzione nella società di riscaldamento di Niš e ancora nel marzo 2014 da un proprietario di una squadra di calcio (entrambi i processi sono ancora in corso).
- Dragan Marinkovic, giornalista di Televizija Leškovac, è stato minacciato sui social media dopo aver denunciato i lantezza dei servizi di ambulanza
- Davor Pasalic, picchiato due volte da tre assalitori in una sola notte nel luglio 2014. L'attacco è stato condannato pubblicamente dal rappresentante della libertà dei media dell'OSCE.[14] La polizia ha istituito una squadra investigativa speciale sul caso.

## Interferenze politiche
La Commissione europea ha dichiarato nelle sue relazioni sui progressi del 2012, 2013 e 2014 che le interferenze politiche e finanziarie hanno un effetto negativo sull'indipendenza dei media in Serbia.
Le condizioni del mercato sono considerate favorevoli all'autocensura da parte di giornalisti e media. I media serbi rimangono dipendenti dalla pubblicità, di cui il mercato dal 23 al 40% è costituito da finanziamenti statali, il cui processo di assegnazione è ritenuto opaco e politicizzato, nella mancanza di un organismo indipendente incaricato della supervisione della spesa pubblica in pubblicità. La dipendenza dei media dagli annunci finanziati dallo stato li rende quindi soggetti a una mancanza di controllo critico delle azioni governative, per timore di perdere preziose fonti di reddito. L'interferenza politica assume anche forme più dirette, con politici di alto rango che influenzano le scelte editoriali.
Secondo Christian Mihr, direttore esecutivo di Reporters Without Borders, "la censura in Serbia non è né diretta né trasparente, ma è facile da dimostrare". Secondo Mihr, "si può vedere che le autorità hanno atteggiamenti molto negativi nei confronti della libertà dei media, inoltre ci sono numerosi esempi di censura e autocensura". Secondo Mihr, "gli articoli che erano critici nei confronti del governo sono stati cancellati da Internet, mentre i giornalisti indipendenti sono stati minacciati o sotto pressione". Ha ricordato come durante le alluvioni del maggio 2014 alcuni articoli sono stati tolti dai siti web, mentre il governo "ha attaccato diversi rapporti critici" sulla risposta ufficiale agli eventi naturali. Secondo Mihr, il primo ministro serbo Aleksandar Vucic si è dimostrato "molto sensibile alle critiche, anche su questioni critiche", come è avvenuto con Natalija Miletic, corrispondente di Deutsche Welle Radio, che lo ha interrogato a Berlino sulla situazione dei media in Serbia e su accuse che alcuni ministri del governo serbo avessero plagiato i loro diplomi e che in seguito hanno ricevuto minacce e articoli offensivi sulla stampa serba.
Secondo un sondaggio condotto da NUNS nel dicembre 2014, il 40% di 585 giornalisti serbi riferiva di essere occasionalmente sottoposto a censura, mentre il 48% riteneva che i loro colleghi occasionalmente autocensurassero il proprio lavoro. Un altro sondaggio, condotto dalla tedesca Konrad Adenauer Stiftung, a settembre 2014, ha rilevato che oltre il 90% dei giornalisti intervistati ha dichiarato che sia la censura che l'autocensura sono presenti nei media serbi; Il 73% ha convenuto che i media serbi mancano di obiettività e il 95% che i rapporti sono raramente critici.
- Predrag Blagojevic, giornalista di Niš 'Južne Vesti, è stato accusato dal vicesindaco di essere un agente straniero. Blagojevic è stato quindi oggetto di minacce sui social media. La polizia sta indagando sul caso.

” Južne Vesti. 
- Alla fine del 2012, il quotidiano Niš 'Južne Vesti è stato oggetto di ispezioni amministrative a sorpresa dopo aver riportato una serie di storie critiche sui leader politici.
- I media vicini ai governi hanno licenziato giornalisti critici. Srđan Škoro, caporedattore del quotidiano di Belgrado Večernje Novosti (un terzo di proprietà dello stato), è stato rimosso nella primavera 2014. Le associazioni professionali hanno denunciato questo come motivato politicamente e a causa delle critiche di Škoro al partito di Vučić sulla radio pubblica.[21]
- Dopo le inondazioni del maggio 2014, il governo ha istituito uno stato di emergenza che gli consente di trattenere i cittadini per "incitamento al panico". La polizia ha arrestato 3 giornalisti e ne ha interrogati altri 20.
- Nell'agosto 2014 l'inchiesta di BIRN sul pagamento in eccesso governativo per le azioni di Air Serbia (pubblicato su Vreme) è stata respinta pubblicamente dal Primo Ministro Vučić sulla base di documenti inesatti e sostenuta da magnati corrotti.[22]
- Nel 2014 sono stati cancellati quattro popolari programmi di dibattito politico. Nell'ottobre 2014 B92 ha cancellato il famoso talk show politico di Olja Bećković, attivo da 24 anni e noto per il controllo critico di tutti i governi da allora. Ciò è avvenuto dopo che Bečković aveva intervistato a fondo il primo ministro Aleksandar Vučić nell'ottobre 2013. La conduttrice ricorda di aver ricevuto una chiamata rabbiosa da Vucic in seguito ed essendo stata boicottata dai politici della SNS da allora. In seguito, B92 decise di passare all'intrattenimento e annunciò che avrebbe iniziato a trasmettere dallo stesso studio dell'emittente pubblica.
- Nel gennaio 2015 il BIRN è stato criticato pubblicamente dal primo ministro Vucic dopo aver denunciato la presunta corruzione nella compagnia energetica statale Elektroprivreda Srbije. Vucic ha chiamato BIRN "bugiardi" e li ha accusati di essere stati pagati dall'ambasciatore dell'UE per criticarlo. In seguito ha ripetuto l'accusa di "dire bugie", giustificando il suo attacco per "proteggere la Serbia dalla menzogna".[23]
- Danica Vučenić, conduttrice del talk show di RTV Vojvodina, Jedan na jedan, ha lasciato il lavoro nel marzo 2015 dopo quelle che ha definito pressioni politiche, avendo invitato Olja Bečković come ospite nel suo show nell'ottobre 2014. Vučenić ha affermato di essere stato boicottato da politici delle SNS, quindi "costretti a essere unilaterali nei miei rapporti", e dopo aver deciso di lasciare il giornalismo "perché non c'è spazio per i giornalisti indipendenti".44
- All'inizio del 2015, il primo ministro serbo Vucic è stato criticato in due occasioni dalla portavoce della Commissione europea Maja Kocijancic in relazione alle critiche del governo nei confronti di BIRN e al trattamento riservato all'Ombudsman Sasa Jankovic. Il 10 gennaio 2015, Vucic ha affermato che un rapporto del BIRN sulla miniera di Tamnava era opera di "bugiardi" pagati da Bruxelles per indebolire il suo governo. Kocijancic ha dichiarato di essere "molto sorpreso" dall'affermazione di Vucic "che l'UE sta pagando le singole organizzazioni per condurre una campagna contro il governo serbo". Invece, ha osservato che "la critica dei media (come quella di BIRN) è essenziale per assicurare la corretta responsabilità dei governi eletti" e che "i governi dovrebbero a loro volta essere pronti ad agire su tali critiche in modo costruttivo e trasparente, piuttosto che cercando di soffocarlo, "ricordando come" l'UE si aspetta che le autorità serbe garantiscano un ambiente a sostegno della libertà di espressione e dei media ". Il 9 febbraio 2015, il commissario Vucic ed Eu, Johannes Hahn, si è riunito a Bruxelles e ha dichiarato di aver superato qualsiasi disaccordo. Hahn ha respinto le preoccupazioni sulla libertà dei media in Serbia sollevate dal rapporto RWB, chiedendo "prove e prove" per seguirlo. L'atteggiamento di Hahn è stato rimproverato da RWB e NUNS; Dragan Janjic ha dichiarato che "Le nostre conclusioni sono diverse da quelle del signor Hahn. Facciamo le nostre valutazioni sulla libertà dei media basandoci sull'intuizione che riceviamo dai giornalisti".
- A dicembre 2015 e gennaio 2016 i giornalisti in Serbia hanno organizzato scioperi e manifestazioni per protestare contro l'intensificazione percepita delle pressioni politiche provenienti dal Partito progressista serbo (SNS). A dicembre, il ministro della Difesa Bratislav Gašić aveva insultato una giornalista della TV B92 dicendo "Mi piacciono queste giornaliste che si inginocchiano così facilmente". NUNS ha chiesto le sue dimissioni dopo l'osservazione sessista, ma Vučić ha negato. I giornalisti hanno organizzato un movimento di protesta, con lo slogan "I giornalisti non si inginocchiano" (Novinarke ne klece), anche per chiedere un'inchiesta sulla sorveglianza illegale dei giornalisti ordinata dal ministro degli interni Nebojsa Stefanovic. I fotografi della stampa hanno anche protestato contro un progetto di legge - quindi respinto - che avrebbe rimosso la protezione del copyright dalle loro opere.[24] L'Associazione dei giornalisti indipendenti della Serbia (NUNS) ha anche denunciato che i giornalisti nella città di Pancevo sono "obbligati" a unirsi al partito di governo per non perdere il lavoro. Giornalisti indipendenti hanno riferito di essere stati ritratti come "mercenari stranieri". I giornalisti si sono lamentati di essere stati "insultati, mal pagati e licenziati". Il premier Vučić ha descritto i protestanti come un "tentativo di destabilizzare" la Serbia, in vista delle elezioni anticipate che ha indetto per aprile 2016.[25][26]
- Nel 2018, il Ministero della Cultura e dell'Informazione ha elaborato una strategia mediatica che includeva "servizi di media pubblici", che è stato abbandonato dopo le proteste.[27]

### Il caso della radiotelevisione di Vojvodina
Le elezioni parlamentari in Serbia nell'aprile 2016 hanno causato il passaggio al potere in Vojvodina e il Partito progressista serbo aveva vinto una maggioranza come quella che aveva già a livello nazionale. Una settimana dopo, quando i risultati sono stati rivelati, il consiglio di amministrazione del servizio di radiodiffusione pubblica Radio Television di Vojvodina (RTV) ha deciso di licenziare il direttore del programma Slobodan Arezina.
Preoccupato che questo tipo di cambiamenti personali possano minare la reputazione conquistata, oltre 40 giornalisti e redattori hanno firmato una lettera aperta al pubblico, difendendo i principi e cercando di preservare un'atmosfera in cui potranno continuare il loro lavoro liberi da pressioni politiche.
Pochi giorni dopo, il direttore generale e il caporedattore si sono dimessi e la nuova direzione ha deciso di licenziare 14 redattori e giornalisti, accusandoli di non essere obiettivi e di non adempiere al ruolo di servizio pubblico.
Oltre 100 giornalisti, redattori e altri dipendenti hanno firmato una nuova lettera aperta che critica i licenziamenti e chiede al nuovo consiglio di amministrazione di dimettersi e di ripristinare i media liberi a RTV. Con il sostegno della Independent Journalist Association of Vojvodina e Vojvodinian Civic Center, quel gruppo di giornalisti ha formato un nuovo movimento chiamato "Support RTV". Hanno rifiutato di lavorare sotto pressione e organizzato quattro proteste di strada supportate da una dozzina di persone. Il 23 maggio, c'è stata una manifestazione a sostegno dei giornalisti.
Durante l'estate del 2016, 22 dipendenti sono stati licenziati, quattro sono stati trasferiti a Radio Novi Sad (parte del sistema RTV) e tre giornalisti si sono dimessi. La maggior parte degli spettacoli popolari e di qualità non si sono più tornati dopo la pausa estiva.
Il risultato del licenziamento dell'intero team di redattori e anchorman e di cambiamenti nei contenuti editoriali è la perdita di auditel, ma anche un numero crescente di storie filo-governative. Ad esempio, il monitoraggio fatto da Novosadska novinarska škola mostra che il numero di rapporti sulle attività del governo è stato raddoppiato (dal 16 al 33%), la diversità di genere è diminuita dal 49% al 30% e le storie investigative e analitiche, basate sull'iniziativa giornalistica, fanno solo 10 percento del programma di notizie.

## Campagne diffamatorie
Una parte dei media serbi è occupata da tabloid e TV, che spesso conducono campagne diffamatorie contro obiettivi, sia a livello nazionale che all'estero. Questi spesso includono anche giornalisti, che li screditano come traditori, informatori, ladri e prostitute.
L'uso strategico dei tabloid filo-governativi come mezzo di confronto politico è stato introdotto durante i governi del Partito Democratico. I governi orientano la linea editoriale dei tabloid attraverso le sovvenzioni pubblicitarie. Il loro uso è stato reso più aggressivo dai governi SNS.
- Olja Bećković, dopo il suo licenziamento dalla B92, era un bersaglio frequente per i tabloid.
- BIRN fu oggetto di una campagna diffamatoria dopo le accuse di Vucic. Tabloid (Informer, e-Novine, Pink TV) è andato avanti accusando i giornalisti della BIRN di essere stati pagati agenti stranieri, tentando la vita del primo ministro. Come risultato, come dichiarato dal direttore di BIRN Gordana Igric, "le istituzioni statali sono riluttanti a rilasciare dichiarazioni a BIRN".[38] La stessa Igric è stata personalmente insultata da e-Novine. BIRN ha risposto tenendo un live-blog "BIRN sotto attacco" per analizzare ogni incidente61
- Anche Niš 'Južne Vesti è stato insultato da e-Novine, che ha personalmente attaccato il suo direttore Blagojevic con insulti omofobici, così come il rappresentante di BIRN Igric e OSCE Media Freedom Dunja Mijatovic.[39]
- I media pro-governativi hanno lanciato una campagna diffamatoria contro l'ex ministro dell'Economia, Saša Radulović, dopo che si era dimesso in disaccordo con il governo, fino a dipingerlo come violento con la sua stessa famiglia.
- Nel febbraio 2014 il leader del partito Nova Stranka, Zoran Živković, ha strappato pubblicamente una copia di Kurir per esprimere la sua insoddisfazione per la stampa scandalistica che ignorava le posizioni delle opposizioni. I tabloid hanno quindi lanciato una campagna contro di lui, accusandolo di esercitare pressione sui media, cercando così di raccogliere supporto e nascondere il loro bullismo di voci di dissenso. NUNS e NUNV non si sono espressi sul gesto di Živković. L'UNS ha condannato Živković, schierandosi così con i tabloid e il governo durante una campagna elettorale.
- Nella primavera 2015, il difensore civico della Serbia, Saša Janković, è stato oggetto di una campagna diffamatoria durata mesi, da parte dei media filogovernativi, per sminuire la sua autorità senza rimuoverla, poiché una mossa del genere avrebbe potuto dispiacere ai sostenitori internazionali della Serbia.[40]

## Cause e diffamazione
La diffamazione è depenalizzata dal 2012. L'insulto è ancora un reato, ma non è punibile con la prigione, anche se i giornalisti possono essere imprigionati se non sono in grado di pagare le multe salate associate.
- Nell'agosto 2012 il presidente serbo Tomislav Nikolic ha ufficialmente concesso la grazia al giornalista indipendente di 69 anni, Laszlo Saš, che era stato imprigionato per due settimane per non aver potuto pagare una sanzione di 150.000 RSD (1.200 euro) per aver insultato un politico ungherese di estrema destra.[41]

Le cause legali per diffamazione - impedendo ai giornalisti di lavorare e minacciandoli con enormi somme di risarcimento - sono considerati un modo comune per spingere i giornalisti a praticare l'autocensura, come riconosciuto da NUNS. Le statistiche del 2011 mostrano come il 40% delle 242 denunce per diffamazione civile contro giornalisti e media sono state archiviate da funzionari pubblici, celebrità, potenti imprenditori, sindaci, membri del parlamento e ministri.
Le multe consegnate dai tribunali ai giornalisti su rivendicazioni di calunnie da parte dei politici sono diminuite significativamente nel 2014, grazie a una migliore comprensione della legge da parte dei tribunali. Tuttavia, permangono incongruenze, poiché i giudici spesso ignorano la norma dicendo che i giornalisti non possono essere puniti per aver pubblicato o parafrasato dichiarazioni ufficiali del governo.
- L'emittente televisiva B92 è stata condannata nell'ottobre 2013 (confermata in appello nel luglio 2014) per pagare 200.000 RSD (2.280 $) per diffamazione a un ex assistente alla salute, che era stato implicato in un articolo di cattiva gestione dei fondi pubblici.

## Attacchi informatici
Nel 2014 sono emersi resoconti di attacchi informatici contro i media online in Serbia. Un'unità di polizia specializzata per crimini tecnologici è stata istituita nel 2006 presso l'Ufficio del Procuratore Generale, incaricata di indagare dopo il rinvio della polizia, il deferimento delle vittime o autonomamente sui media rapporti.
- Peščanik è stato oggetto di un attacco informatico, probabilmente di tipo DDoS, nel giugno 2014, dopo aver pubblicato un presunto plagio alla Megatrend University da un ministro. L'amministratore del web di Peščanik ha identificato l'attacco lanciato dal server Megatrend, ma il capo dell'unità crimini informatici della polizia ha respinto l'informazione. Un secondo attacco informatico a Peščanik nell'agosto 2014 ha cancellato circa 35-40 articoli online (successivamente ripristinati); Peščanik ha subito 20 attacchi nell'arco di tre giorni. L'inchiesta è in sospeso.
- Autonomija, portale di notizie indipendente della Vojvodina, è stato in attaccato online a marzo 2014 dopo aver pubblicato storie critiche sul Primo ministro Vucic. La polizia si è dichiarata incapace di indagare sull'attentato.

## Censura di Internet e sorveglianza
Non ci sono restrizioni governative per l'accesso a Internet, e-mail o chat room su Internet. Esistono rapporti isolati che il governo controlla la posta elettronica. Individui e gruppi sono in grado di impegnarsi nell'espressione pacifica delle opinioni via Internet, anche via e-mail.
La costituzione proibisce l'interferenza arbitraria con la privacy, la famiglia, la casa o la corrispondenza. Mentre la legge richiede al Ministero dell'Interno di ottenere un ordine del tribunale prima di monitorare la potenziale attività criminale e la polizia per ottenere un mandato prima di entrare nella proprietà, tranne per salvare persone o possedimenti, la polizia di tanto in tanto non rispetta queste leggi.  La maggior parte degli osservatori ritiene che le autorità monitorino selettivamente le comunicazioni, intercettare conversazioni e leggere la posta e l'e-mail. I leader dei diritti umani credono anche che le autorità monitorino le loro comunicazioni.
La legge sulle comunicazioni elettroniche del 2010 obbliga gli operatori di telecomunicazioni a conservare per un anno i dati sulla fonte e sulla destinazione di una comunicazione; l'inizio, la durata e la fine di una comunicazione; il tipo di comunicazione; identificazione delle apparecchiature terminali; e la posizione dell'apparecchiatura terminale mobile del cliente. Mentre questi dati possono essere consultati dalle agenzie di intelligence senza il permesso del tribunale, è necessario un ordine del tribunale per accedere al contenuto di tali comunicazioni. Nel 2013 la Corte costituzionale della Serbia ha stabilito che l'approvazione del tribunale è necessaria anche per la raccolta dei dati.
- All'inizio del 2014 la SNS ha cercato di fermare la diffusione di un video satirico su Aleksandar Vučić che salva un ragazzo da una fila di macchine bloccate in una tempesta di neve vicino a Feketić, in Vojvodina. Quando il tentativo di censurare il video non ha avuto successo, Vučić stesso lo ha postato sul suo profilo Facebook, presentando il gesto come straordinario.[43]
- Dopo le inondazioni del maggio 2014, il governo ha istituito uno stato di emergenza che gli consente di trattenere i cittadini per "incitamento al panico". I siti Web online che criticavano la risposta ufficiale alla crisi sono stati eliminati o temporaneamente bloccati. La libertà dei media dell'OSCE ha dichiarato la sua preoccupazione per la censura nel caso e ha chiesto alle autorità di "smettere di interferire con il lavoro dei media online".[44] Vucic ha negato tutte le dichiarazioni di censura e intimidazione e ha definito "bugiardi" gli ufficiali dell'OSCE, poi si è scusato con l'organizzazione e ha detto che il governo avrebbe indagato.[45]

## Trasparenza nella proprietà dei media
La trasparenza della proprietà dei media si riferisce alla disponibilità pubblica di informazioni accurate, complete e aggiornate sulle strutture di proprietà dei media. Un regime giuridico che garantisca la trasparenza della proprietà dei media consente al pubblico e alle autorità dei media di scoprire chi detiene, controlla e influenza efficacemente i media e influenza dei media su partiti politici o enti statali.
In Serbia la proprietà dei media non è sufficientemente trasparente. La mancanza di trasparenza è considerata uno dei problemi principali che riguardano il sistema mediatico serbo e persino una sua caratteristica. Nel 2011, l'Anti-Corruption Council (ACC) ha indicato che i veri proprietari di 9 delle 11 emittenti commerciali non erano noti al pubblico. Il rapporto dell'ACC ha dichiarato che i veri proprietari si nascondevano con lo scopo di occultare interessi specifici che stavano guidando le forze che agivano dietro questi media. La mancanza di trasparenza della proprietà dei media in Serbia è dovuta alla collusione tra il governo e il regolatore. Inoltre, la legislazione sulla trasparenza della proprietà dei media è controversa e incoerente in quanto le norme sono state approvate in momenti diversi. Inoltre, i regolamenti esistenti sull'identificazione dei proprietari sono inesistenti, incompleti, non obbligatori o ignorati. Di conseguenza, norme inadeguate e inadeguate consentono ai proprietari dei media di rimanere nascosti per un lungo periodo. Inoltre, non si occupano di pratiche, come quella che rende possibile la legalizzazione del capitale oscuro attraverso i media o l'occultamento delle strutture di proprietà interna attraverso complesse reti di società straniere collegate e non sono efficaci nel prevenire l'infiltrazione di interessi commerciali nel settore dei media.
Le attuali regole di trasparenza richiedono la divulgazione di informazioni minime. Ad esempio, i proprietari dei media sono tenuti a registrarsi solo come persone fisiche e giuridiche, non come individui dietro persone giuridiche. Inoltre, i flussi finanziari e la fonte di investimento non sono soggetti a controlli. L'autorità di regolamentazione non controlla l'osservanza delle norme che regolano le organizzazioni straniere che operano nel settore dei media in altri paesi. Nel 2009 è stato compiuto uno sforzo per regolare la trasparenza della proprietà e la concentrazione della proprietà in una legge separata e specifica. Tuttavia, il tentativo fallì a causa dell'opposizione da parte dell'Associazione dei media, un'associazione che raccoglieva i proprietari dei mezzi di stampa che facevano pressioni sul governo per fermare l'adozione della legge. Nel 2011 è stato avviato un nuovo tentativo di migliorare la regolamentazione della proprietà e la concentrazione del mercato nel settore dei media, con la stesura della nuova strategia sui media. L'obiettivo della strategia era migliorare la legislazione sulla trasparenza dei media, anche introducendo l'obbligo di divulgare informazioni sulle persone fisiche e giuridiche coinvolte nella struttura proprietaria dei media, sulla natura e la portata delle loro azioni, i nomi dei proprietari finali di capitale, informazioni sui loro interessi e quote di altri organi di informazione e altre imprese economiche, nonché su altre persone che hanno un significativo grado di controllo o influenza su un determinato supporto e dati sugli aiuti di Stato ai mezzi di informazione. La nuova legge sui media, la Legge sull'informazione pubblica e i media, introdotta nell'agosto 2014, regola la trasparenza della proprietà e prevede che tutti i media debbano registrarsi al Registro dei media, che è pubblicamente accessibile. Tuttavia, secondo alcuni esperti, la nuova legge non risolve i problemi connessi alla proprietà non trasparente, incluso, ad esempio, il persistente problema che i principali media serbi siano nascosti attraverso una complicata rete di aziende e individui connessi.
Secondo la relazione del Consiglio di lotta anticorruzione sulla proprietà dei media pubblicata nel 2015, su 50 principali organi di informazione esaminati nella relazione, 27 hanno proprietà non trasparenti, che sono spesso collegate a familiari o società offshore (in particolare a Cipro e le Isole Vergini britanniche). Il rapporto ha identificato la non trasparenza della proprietà dei media tra i principali problemi sistemici che hanno "paralizzato per anni il sistema di informazione pubblica in Serbia". Casi di opaca proprietà abbonda e coinvolge anche rinomati media, come il quotidiano Politika, B92, Prva e molti altri. Nel caso di Politika, che è il quotidiano più vecchio del paese, il 50% della sua quota è di proprietà della società russa "OOO East Media Group", il cui proprietario è sconosciuto. B92 e Prva sono altri esempi eclatanti di proprietà opaca che portano a Cipro attraverso una serie di società che operano in Grecia e Bulgaria. Inoltre, il Consiglio ha rilevato che nel periodo esaminato (2011-2014) non c'era alcuna volontà dei partiti politici di limitare la loro influenza sulle strutture proprietarie dei media, in particolare nella politica editoriale, in cui il controllo è esercitato sia formalmente che informalmente. Inoltre, esaminando il registro dei media gestito dall'Agenzia dei registri delle imprese serbe (SBRA), il Consiglio ha rilevato che, a causa delle debolezze del quadro legislativo, il registro non rappresentava il vero stato di cose del panorama mediatico serbo. Il Consiglio ha inoltre rilevato che il ministro competente, non ha monitorato la SBRA e le procedure per la registrazione dei media. Secondo il rapporto, i dati pubblici resi disponibili dall'Ente normativo per i media elettronici (RBEM) e dalla SBRA e contraddittori e incoerenti.
Il Consiglio ha elaborato oltre 20 raccomandazioni per il governo della Serbia volte a superare le carenze individuate e a migliorare il sistema mediatico serbo. Alcune delle raccomandazioni riguardavano direttamente la trasparenza della proprietà dei media. In particolare, il Consiglio ha invitato il ministero incaricato dell'informazione, in collaborazione con SBRA e RBEM, a lavorare per creare un registro efficiente, completo e trasparente delle strutture proprietarie dei mezzi di comunicazione, insieme all'obbligo di rivelare i beneficiari basati sulle rive offshore. Inoltre, il Consiglio ha raccomandato di migliorare l'efficacia del registro dei media nonché i sistemi che ne garantiscono l'aggiornamento e il controllo legale della registrazione e dell'inserimento dei dati.

## Concentrazione della proprietà dei media

### Contesto legislativo
Le limitazioni alla concentrazione della proprietà dei media in Serbia sono stabilite dalla "Legge sull'informazione pubblica e sui media" e dalla "Legge sui media elettronici", entrambi adottati nel 2014.
Al fine di proteggere il pluralismo dei media nei settori della stampa e dell'audiovisivo, la legge sull'informazione pubblica e i media vietano le unioni di editori di giornali che "superano il 50% della circolazione effettiva dei quotidiani nel territorio della Repubblica di Serbia". Per il settore dei media audiovisivi, questa soglia è impostata al 35% di tutte le classificazioni di ascoltatori / spettatori.
Sono inoltre vietate le fusioni tra gli editori di giornali con una diffusione superiore a 50 000 copie all'anno e i media audiovisivi. Lo stesso atto ha stabilito, con l'Articolo 39, l'obbligo di includere nel Registro informazioni sui dati relativi a qualsiasi persona fisica o giuridica che abbia direttamente o indirettamente una partecipazione superiore al 5% in società editoriali.

### Concentrazione dei media nella pratica
La proprietà statale diffusa, che in Serbia è considerata un retaggio del precedente sistema dei media, ha subito una significativa diminuzione nel periodo 2003-2007. La proprietà dello Stato nel settore dei media doveva essere completamente respinta attraverso il processo di privatizzazione concluso nel 2015, ma i risultati finali dello stesso sono considerati controversi.
Secondo uno studio del 2014, il numero di media di proprietà statale all'epoca era pubblicamente sconosciuto, con stime che suggerivano circa 100 media, o il 10% di proprietà statale, compresi quelli di spicco come l'agenzia di stampa Tanjug, i quotidiani Večernje Novosti, Politika e Dnevnik.
L'Indice di sostenibilità dei media pubblicato da IREX nel 2017 mette in evidenza le preoccupazioni sulla concentrazione della proprietà dei media nel paese, avvertendo che le diverse normative applicate ai supporti elettronici e di stampa possono costituire un fattore di rischio significativo e sottolineare che sia l'Agenzia per la tutela della concorrenza che l'Agenzia per i media elettronici non sono riusciti finora ad affrontare adeguatamente il tema della concentrazione dei media.
Nel settore della carta stampata, la concentrazione della proprietà rimane un problema fondamentale, in particolare nei casi riguardanti i quotidiani Politika e Večernje Novosti.
Secondo recenti analisi, il processo di privatizzazione condotto nel 2015 sembra aver favorito un aumento della concentrazione della proprietà dei media. In particolare, l'imprenditore locale Radoica Milosavljevic, che opera nella città serba di Kruševac, ha acquisito otto società di comunicazione operanti a livello locale, ovvero Radio Television Pančevo, Radio Television Kruševac, Radio Television Kragujevac, Radio Television Caribrod, Radio Television Brus, Požega TV, Pirot TV e il centro informazioni Novi Kneževac.